# Jack Brough
Pour les articles homonymes, voir Brough.
Jack Brough (né le 23 juillet 2003) est un coureur cycliste britannique, originaire d'Angleterre. Il est membre de l'AVC Aix Provence Dole.

## Biographie
Jack Brough est formé au Heanor Clarion Cycling Club. Dans les catégories de jeunes, il participe à des compétitions sur route, sur piste et en cyclo-cross. Il se fait notamment remarquer lors de la saison 2021 en devenant champion de Grande-Bretagne de l'américaine juniors, aux côtés de Joshua Giddings. Sur route, il termine deuxième du Tour du Pays de Galles juniors, septième du Grand Prix Rüebliland ou encore quinzième de Paris-Roubaix juniors. Il représente par ailleurs la Grande-Bretagne aux championnats du monde, où il se classe vingt-cinquième de la course en ligne juniors. 
En 2023, il intègre l'AVC Aix-en-Provence, un club français évoluant au plus haut niveau amateur. Il participe également à quelques compétitions avec la sélection nationale britannique. Sous les couleurs de la Grande-Bretagne, il devient champion d'Europe de poursuite par équipes chez les espoirs, aux côtés de Josh Charlton, Noah Hobbs, Joshua Tarling et Joshua Giddings. Il termine aussi septième d'une étape du Tour du Rwanda, au sommet du mont Kigali. 
Durant l'hiver 2024, il délaisse la piste pour se consacrer pleinement aux épreuves sur route. Dès le mois de février, il s'impose sur la Ronde du Pays basque, organisée sur un parcours escarpé. Il monte ensuite sur le podium du Grand Prix Pierre-Pinel. L'année suivante, il remporte le Trophée de l'Essor, une autre manche de l'Essor basque. Il finit par ailleurs quatrième d'Annemasse-Bellegarde et retour

## Palmarès sur route

### Par années
- 2021
  - Cadence Junior Road Race
  - 2e du Tour du Pays de Galles juniors
- 2024
  - Ronde du Pays basque
  - 3e du Grand Prix Pierre-Pinel
- 2025
  - Trophée de l'Essor
  - 2e du Tour des Deux-Sèvres

### Classements mondiaux
| Année                                 | 2022  |
| ------------------------------------- | ----- |
| Classement mondial                    | 2885e |
| UCI Europe Tour                       | 1732e |
|                                       |       |
| Légende : nc = non classéSource : UCI |       |

## Palmarès sur piste

### Championnats d'Europe
| Édition / Épreuve     | Poursuite par équipes |
| Anadia 2024 (espoirs) | Or                    |

### Championnats nationaux
- 2021
  -  Champion de Grande-Bretagne de l'américaine juniors (avec Joshua Giddings)
  - 3e du championnat de Grande-Bretagne de course aux points juniors
- 2022
  - 2e du championnat de Grande-Bretagne de poursuite par équipes
  - 2e du championnat de Grande-Bretagne de l'américaine